# Associazione Calcio Napoli 1963-1964
Questa voce raccoglie le informazioni riguardanti l'Associazione Calcio Napoli nelle competizioni ufficiali della stagione 1963-1964.

## Stagione
Nella stagione 1963-1964 il Napoli disputa il campionato di Serie B, un torneo con venti squadre che prevede tre promozioni ed altrettante retrocessioni, con 39 punti si piazza in ottava posizione della classifica, Salgono in Serie A il neopromosso Varese con 51 punti che vince il torneo cadetto, il Cagliari con 49 punti ed il Foggia con 46 punti. Scendono in Serie C il Prato con 31 punti, l'Udinese con 29 punti ed il Cosenza con 26 punti.
In difficoltà finanziarie conseguenti alla recente retrocessione, la società partenopea opta per un mercato di basso profilo e punta alla valorizzazione dei giovani, Vincenzo Montefusco e Antonio Juliano su tutti. La guida tecnica viene affidata a Roberto Lerici prima e a Giovanni Molino poi, con il Napoli che chiude la stagione all'ottavo posto. Con dieci reti il miglior marcatore stagionale napoletano è Glauco Gilardoni. In Coppa Italia il Napoli elimina al primo turno il Bari sul campo neutro di Roma, ma si deve arrendere alla Roma nel secondo turno con una pesante sconfitta (5-0).

## Divise
| Prima divisa | Seconda divisa | Divisa portiere |

## Organigramma societario
- Presidente:  Luigi Scuotto
- Allenatore:  Roberto Lerici, poi  Giovanni Molino

## Rosa
| N. |                   | Ruolo | Calciatore                  |
| -- | ----------------- | ----- | --------------------------- |
|    | Italia (bandiera) | P     | Pacifico Cuman              |
|    | Italia (bandiera) | P     | Walter Pontel               |
|    | Italia (bandiera) | P     | Pellegrino Piscitelli       |
|    | Italia (bandiera) | D     | Flavio Emoli                |
|    | Italia (bandiera) | D     | Mauro Gatti                 |
|    | Italia (bandiera) | D     | Bruno Garzena               |
|    | Italia (bandiera) | D     | Dolo Mistone                |
|    | Italia (bandiera) | D     | Claudio Rimbaldo            |
|    | Italia (bandiera) | D     | Pierluigi Ronzon (capitano) |
|    | Italia (bandiera) | C     | Giovanni Bolzoni            |
|    | Italia (bandiera) | C     | Antonio Girardo             |

| N. |                      | Ruolo | Calciatore          |
| -- | -------------------- | ----- | ------------------- |
|    | Italia (bandiera)    | C     | Antonio Juliano     |
|    | Italia (bandiera)    | C     | Vincenzo Montefusco |
|    | Italia (bandiera)    | C     | Adelmo Prenna       |
|    | Italia (bandiera)    | C     | Rosario Rivellino   |
|    | Argentina (bandiera) | C     | Humberto Rosa       |
|    | Brasile (bandiera)   | A     | Cané                |
|    | Italia (bandiera)    | A     | Gianni Corelli      |
|    | Italia (bandiera)    | A     | Achille Fraschini   |
|    | Italia (bandiera)    | A     | Glauco Gilardoni    |
|    | Argentina (bandiera) | A     | Juan Carlos Tacchi  |

## Calciomercato
| Acquisti | Acquisti         | Acquisti | Acquisti   |
| R.       | Nome             | da       | Modalità   |
| -------- | ---------------- | -------- | ---------- |
| A        | Ugo Tomeazzi     | Mantova  | definitivo |
| C        | Giovanni Bolzoni | Genoa    | definitivo |
| D        | Flavio Emoli     | Juventus | prestito   |
| A        | Adelmo Prenna    | Catania  | prestito   |

| Cessioni | Cessioni         | Cessioni | Cessioni   |
| R.       | Nome             | a        | Modalità   |
| -------- | ---------------- | -------- | ---------- |
| A        | Giovanni Fanello | Catania  | definitivo |

## Risultati

### Campionato

#### Girone di andata
| Arbitro: | Angonese (Mestre) |

|              |           |              |
| Lojodice 21’ | Marcatori | 5’ Gilardoni |

| Arbitro: | Orlando (Bergamo) |

|                                 |           |  |
| Ronzon 53’ Cané 64’ Bolzoni 77’ | Marcatori |  |

| Arbitro: | Carminati (Milano) |

|              |           |                    |
| Riva 7’, 74’ | Marcatori | 66’, 68’ Gilardoni |

| Arbitro: | Samani (Trieste) |

|          |           |             |
| Cané 55’ | Marcatori | 57’ Calloni |

| Arbitro: | Di Tonno (Lecce) |

|  |           |          |
|  | Marcatori | 48’ Rosa |

| Arbitro: | Bernardis (Trieste) |

|                    |           |  |
| Gilardoni 44’, 62’ | Marcatori |  |

| Napoli 3 novembre 1963 7ª giornata | Napoli           | 0 – 0 | Lecco | Stadio San Paolo\| Arbitro: \| Politano (Cuneo) \| |
| Arbitro:                           | Politano (Cuneo) |       |       |                                                    |

| Arbitro: | Roversi (Bologna) |

|             |           |                             |
| Soncini 77’ | Marcatori | 10’ Fraschini 19’ Gilardoni |

| Arbitro: | Palazzo (Palermo) |

|                               |           |                    |
| Bolzoni 2’, 62’ Gilardoni 44’ | Marcatori | 88’ (rig.) Sestili |

| Arbitro: | Orlando (Bergamo) |

|           |           |  |
| Porro 12’ | Marcatori |  |

| Arbitro: | Pieroni (Roma) |

|                        |           |  |
| Cané 50’ Fraschini 66’ | Marcatori |  |

| Arbitro: | D'Agostini (Roma) |

|            |           |  |
| Nocera 75’ | Marcatori |  |

| Arbitro: | Rigato (Mestre) |

|                                       |           |  |
| Postiglione 51’, 54’ Maestri 74’, 85’ | Marcatori |  |

| Arbitro: | Gambarotta (Genova) |

|           |           |              |
| Prenna 5’ | Marcatori | 10’ Pasquina |

| Arbitro: | De Marchi (Pordenone) |

|               |           |                      |
| Muzzio 3’, 5’ | Marcatori | 68’ Cané 71’ Bolzoni |

| Venezia 5 gennaio 1964 16ª giornata | Venezia          | 0 – 0 | Napoli | Stadio Pierluigi Penzo\| Arbitro: \| Politano (Cuneo) \| |
| Arbitro:                            | Politano (Cuneo) |       |        |                                                          |

| Arbitro: | Cirone (Palermo) |

|             |           |  |
| Bolzoni 12’ | Marcatori |  |

| Arbitro: | Roversi (Bologna) |

|           |           |                                       |
| Gatti 73’ | Marcatori | 5’ Raffin 9’, 79’ De Paoli 87’ Pagani |

| Arbitro: | Politano (Cuneo) |

|                         |           |             |
| Kolbl 26’ Cavicchia 87’ | Marcatori | 44’ Bolzoni |

#### Girone di ritorno
| Arbitro: | Acernese (Roma) |

|            |           |                  |
| Ronzon 82’ | Marcatori | 12’, 48’ Ferrero |

| Prato 16 febbraio 1964 21ª giornata | Prato            | 0 – 0 | Napoli | Stadio Lungobisenzio\| Arbitro: \| Ferrari (Milano) \| |
| Arbitro:                            | Ferrari (Milano) |       |        |                                                        |

| Arbitro: | Carminati (Milano) |

|                           |           |             |
| Gilardoni 59’ Bolzoni 79’ | Marcatori | 56’ Greatti |

| Verona 1º marzo 1964 23ª giornata | Verona            | 0 – 0 | Napoli | Stadio Marcantonio Bentegodi\| Arbitro: \| D'Agostini (Roma) \| |
| Arbitro:                          | D'Agostini (Roma) |       |        |                                                                 |

| Arbitro: | Monti (Ancona) |

|                      |           |                        |
| Gilardoni 89’ (rig.) | Marcatori | 36’ Carrera 80’ Rosito |

| Arbitro: | Angelini (Firenze) |

|                         |           |                        |
| Cavallito 51’ Polli 84’ | Marcatori | 63’ Ronzon 70’ Bolzoni |

| Arbitro: | Rancher (Roma) |

|             |           |  |
| Clerici 87’ | Marcatori |  |

| Arbitro: | Sbardella (Roma) |

|         |           |            |
| Cané 4’ | Marcatori | 75’ Vitali |

| Udine 5 aprile 1964 28ª giornata | Udinese             | 0 – 0 | Napoli | Stadio Moretti\| Arbitro: \| Schinetti (Brescia) \| |
| Arbitro:                         | Schinetti (Brescia) |       |        |                                                     |

| Arbitro: | Marchiori (Padova) |

|                |           |  |
| Montefusco 70’ | Marcatori |  |

| Cosenza 26 aprile 1964 30ª giornata | Cosenza          | 0 – 0 | Napoli | Stadio Emilio Morrone\| Arbitro: \| Samani (Trieste) \| |
| Arbitro:                            | Samani (Trieste) |       |        |                                                         |

| Arbitro: | Rancher (Roma) |

|                                      |           |  |
| Gilardoni 54’ Cané 61’ Fraschini 73’ | Marcatori |  |

| Napoli 10 maggio 1964 32ª giornata | Napoli             | 0 – 0 | Palermo | Stadio San Paolo\| Arbitro: \| Sebastio (Taranto) \| |
| Arbitro:                           | Sebastio (Taranto) |       |         |                                                      |

| Arbitro: | D'Agostini (Roma) |

|            |           |  |
| Spelta 29’ | Marcatori |  |

| Arbitro: | Varazzani (Parma) |

|                                   |           |               |
| Juliano 3’ Cané 25’ Fraschini 30’ | Marcatori | 75’ Rondanini |

| Arbitro: | Pignatta (Torino) |

|          |           |  |
| Cané 89’ | Marcatori |  |

| Arbitro: | Marchiori (Padova) |

|            |           |  |
| Vanini 27’ | Marcatori |  |

| Arbitro: | Zanchi (Mestre) |

|           |           |          |
| Raffin 5’ | Marcatori | 10’ Cané |

| Arbitro: | Acernese (Roma) |

|  |           |            |
|  | Marcatori | 3’ Pestrin |

### Coppa Italia
| Arbitro: | Angelini (Firenze) |

|  |           |                    |
|  | Marcatori | 77’ (rig.) Corelli |

| Arbitro: | Angonese (Mestre) |

|                                          |           |  |
| Manfredini 4’, 30’, 76’ Orlando 24’, 46’ | Marcatori |  |

## Statistiche

### Statistiche di squadra
| Competizione | Punti | In casa | In casa | In casa | In casa | In casa | In casa | In trasferta | In trasferta | In trasferta | In trasferta | In trasferta | In trasferta | Totale | Totale | Totale | Totale | Totale | Totale | DR |
| Competizione | Punti | G       | V       | N       | P       | Gf      | Gs      | G            | V            | N            | P            | Gf           | Gs           | G      | V      | N      | P      | Gf     | Gs     | DR |
| ------------ | ----- | ------- | ------- | ------- | ------- | ------- | ------- | ------------ | ------------ | ------------ | ------------ | ------------ | ------------ | ------ | ------ | ------ | ------ | ------ | ------ | -- |
| Serie B      | 39    | 19      | 10      | 5       | 4       | 27      | 15      | 19           | 2            | 10           | 7            | 12           | 20           | 38     | 12     | 15     | 11     | 39     | 35     | +4 |
| Coppa Italia |       | -       | -       | -       | -       | -       | -       | 2            | 1            | 0            | 1            | 1            | 5            | 2      | 1      | 0      | 1      | 1      | 5      | -4 |
| Totale       |       | 19      | 10      | 5       | 4       | 27      | 15      | 21           | 3            | 10           | 8            | 13           | 25           | 40     | 13     | 15     | 12     | 40     | 40     | 0  |

### Statistiche dei giocatori
| Giocatore     | Serie B  | Serie B | Coppa Italia | Coppa Italia | Totale   | Totale |
| Giocatore     | Presenze | Reti    | Presenze     | Reti         | Presenze | Reti   |
| ------------- | -------- | ------- | ------------ | ------------ | -------- | ------ |
| G. Bolzoni    | 25       | 8       | 2            | 0            | 27       | 8      |
| Cané          | 29       | 9       | 2            | 0            | 31       | 9      |
| G. Corelli    | 32       | 0       | 2            | 1            | 34       | 1      |
| P. Cuman      | 3        | -2      | 1            | -5           | 4        | -7     |
| S. Di Gaetano | 1        | 0       | -            | -            | 1        | 0      |
| F. Emoli      | 21       | 0       | 1            | 0            | 22       | 0      |
| G. Fanello    | -        | -       | 1            | 0            | 1        | 0      |
| A. Fraschini  | 19       | 4       | 2            | 0            | 21       | 4      |
| B. Garzena    | 30       | 0       | 1            | 0            | 31       | 0      |
| M. Gatti      | 37       | 1       | 2            | 0            | 39       | 1      |
| G. Gilardoni  | 32       | 10      | 1            | 0            | 33       | 10     |
| A. Girardo    | 22       | 0       | 2            | 0            | 24       | 0      |
| A. Juliano    | 12       | 1       | 1            | 0            | 13       | 1      |
| D. Mistone    | 16       | 0       | 1            | 0            | 17       | 0      |
| V. Montefusco | 18       | 1       | -            | -            | 18       | 1      |
| P. Piscitelli | 2        | -2      | -            | -            | 2        | -2     |
| W. Pontel     | 33       | -31     | 1            | 0            | 34       | -31    |
| A. Prenna     | 8        | 1       | -            | -            | 8        | 1      |
| C. Rimbaldo   | 9        | 0       | -            | -            | 9        | 0      |
| R. Rivellino  | 10       | 0       | 1            | 0            | 11       | 0      |
| P. Ronzon     | 33       | 3       | 2            | 0            | 35       | 3      |
| H. Rosa       | 20       | 1       | -            | -            | 20       | 1      |
| J.C. Tacchi   | 6        | 0       | -            | -            | 6        | 0      |